# Академическая гребля на летних Олимпийских играх 1924
Соревнования по академической гребле на летних Олимпийских играх 1924 года проводились только среди мужчин. В них приняло участие 182 спортсмена из 14 стран. Соревнования проводились на реке Сена в северо-западном предместье Парижа Аржантёе. Впервые в академической гребле в рамках Олимпийских игр были проведены отборочные заезды, в которых принимали участие спортсмены, выбывшие на предварительной стадии.

## Общий медальный зачёт
| Место | Страна         | Золото | Серебро | Бронза | Всего |
| ----- | -------------- | ------ | ------- | ------ | ----- |
| 1     | США            | 2      | 1       | 2      | 5     |
| 2     | Швейцария      | 2      | 0       | 3      | 5     |
| 3     | Великобритания | 2      | 0       | 0      | 2     |
| 4     | Нидерланды     | 1      | 0       | 0      | 1     |
| 5     | Франция        | 0      | 3       | 0      | 3     |
| 6     | Канада         | 0      | 2       | 0      | 2     |
| 7     | Италия         | 0      | 1       | 1      | 2     |
|       |                |        |         |        |       |
| Итого | Итого          | 7      | 7       | 6      | 20    |

## Медалисты
| Дисциплина                      | Золото | Серебро | Бронза |
| ------------------------------- | --- | --- | --- |
| Одиночки подробнее              | Джек Бересфорд Великобритания | Уильям Гилмор США | Йозеф Шнайдер Швейцария |
| Двойки парные                   | США · Пол Костелло · Джон Келли | Франция · Марк Деттон · Жан-Пьер Сток | Швейцария · Рудольф Боссар · Хайнрих Тома |
| Двойки распашные без рулевого   | Нидерланды · Антони Бейнен · Вильгельм Рёзинг | Франция · Морис Бутон · Жорж Пьо | не присуждалась |
| Двойки распашные с рулевым      | Швейцария · Эдуар Кандево · Альфред Фельбер · Эмиль Лашапель | Италия · Эрколе Ольджени · Джованни Скаттурин · Джино Сопракордеволе                                                                                | США · Леон Батлер · Гарольд Уилсон · Эдвард Дженнингс |
| Четвёрки распашные без рулевого | Великобритания · Чарльз Илей · Джеймс Макнэбб · Роберт Моррисон · Теренс Сандерс                                                                                    | Канада · Арчибальд Блэк · Джордж Маккэй · Колин Финлэйсон · Уильям Вуд                                                                              | Швейцария · Эмиль Альбрехт · Альфред Пробст · Ойген Зигг · Ханс Вальтер                                                                                       |
| Четвёрки распашные с рулевым    | Швейцария · Эмиль Альбрехт · Альфред Пробст · Ойген Зигг · Ханс Вальтер · Вальтер Лоссли                                                                            | Франция · Эжен Констан · Луи Грессье · Жорж Лекуант · Раймон Таллё · Эрнест Барбероль                                                               | США · Роберт Герхардт · Сидней Джелинек · Эдвард Митчелл · Хенри Уэлсфорд · Джон Кеннеди                                                                      |
| Восьмёрки                       | США · Леонард Карпентер · Ховард Кингсбери · Альфред Линдли · Джон Миллер · Джеймс Рокфеллер · Фредерик Шеффилд · Бенджамин Спок · Альфред Уилсон · Лоренс Стоддард | Канада · Артур Белл · Роберт Хантер · Уильям Лэнгфорд · Харольд Литтл · Джон Смит · Уоррен Снайдер · Норман Тейлор · Уильям Уоллес · Айвор Кэмпбелл | Италия · Анте Каталинич · Фране Каталинич · Шимун Каталинич · Джузеппе Кривелли · Латино Галассо · Петар Иванов · Бруно Сорич · Карло Тониатти · Виктор Любич |

## Факты
В составе американской восьмёрки золото выиграл будущий знаменитый педиатр Бенджамин Спок. Также в составе этой восьмёрки был Джеймс Рокфеллер (1902—2004), член семьи Рокфеллеров, будущий банкир и президент Citigroup, на момент смерти на 103-м году жизни Рокфеллер был старейшим живущим американским олимпийским чемпионом.